# Ágios Pétros (ort i Grekland, Mellersta Makedonien)
Ágios Pétros är en ort i Grekland.   Den ligger i prefekturen Nomós Kilkís och regionen Mellersta Makedonien, i den norra delen av landet, 300 km norr om huvudstaden Aten. Ágios Pétros ligger 26 meter över havet och antalet invånare är 1 763.
Terrängen runt Ágios Pétros är lite kuperad. Runt Ágios Pétros är det ganska tätbefolkat, med 72 invånare per kvadratkilometer. Närmaste större samhälle är Giannitsá, 16,9 km sydväst om Ágios Pétros. Trakten runt Ágios Pétros består till största delen av jordbruksmark.